# Mureybet
Mureybet (àrab: مريبط, Muraybaṭ, ‘cobert’) és un tell (un antic assentament sobre un turó) situat en la moderna governació d'Ar-Raqqà, al nord de Síria.
El jaciment va ser excavat entre el 1964 i el 1974, i des de llavors ha desaparegut sota les aigües del llac Asad.
Mureybet va ser ocupat entre el 10.200 i el 8.000 aC, i és el lloc epònim de la Cultura mureybetiana o Mureybetià, una subdivisió del Neolític preceràmic A (PPNA). En les seves primeres etapes, Mureybet era un petit poble ocupat per caçadors-recol·lectors. La caça era important, i els cultius primer es recollien i posteriorment es cultivaven, però es mantenien salvatges. Durant les seves etapes finals, els animals domesticats també van estar presents al lloc.

## Història del jaciment arqueològic
La primera investigació arqueològica del jaciment es va dur a terme el 1964. En aquest any, es va assenyalar el lloc durant un estudi arqueològic de la regió dirigit per Maurits N. van Loon, de l'Institut Oriental de la Universitat de Chicago, i es va fer un petit sondeig. El 1965 es va dur a terme una excavació més extensa, de nou sota la direcció de Van Loon. Entre el 1971 i el 1974, un equip del Centre Nacional de la Recerca Científica (CNRS, Centre nacional de la recerca científica) dirigit per Jacques Cauvin, va reprendre el treball al jaciment.

La presa de Tabqa (centre de la imatge) al riu Eufrates es va acabar de construir en 1973. És una presa de gairebé 60 metres d'alçada i 5 km de llarg. La presa conté les aigües del llac Asad (al centre esquerra de la imatge), un embassament de 80 km de llarg i 8 km d'ample. El llac Asad i la presa de Tabqa no només han proporcionat una major energia hidroelèctrica, sinó que el llac ha duplicat el regadiu de Síria. La producció de cultius no ha assolit els objectius fixats pel govern sirià a causa de diversos problemes, inclòs el subsòl poròs de guix de la regió, i perque els agricultors no se sentent atrets per aquesta zona poc poblada i prefereixen zones urbanes o zones agrícoles més concorregudes a altres parts del país. A més, els nivells d'aigua dins del llac Asad són molt baixos, principalment per la construcció de les preses Keban i Atatürk a Turquia, que han reduït el cabal d'aigua del riu Eufrates a Síria

Totes les excavacions van formar part de l'esforç internacional més gran (i finalment coordinat per la UNESCO) per investigar el màxim nombre de jaciments arqueològics possibles a la zona que seria inundada pel llac Asad, l'embassament artificial format per la presa de Tabqa, que s'estava construint en aquell moment. L'ompliment del llac Assad va acabar provocant la inundació de Mureybet el 1976. Tot i que el jaciment està submergit i ja no és accessible, el material recuperat durant les excavacions continua generant noves investigacions. Actualment, aquest material s'emmagatzema al Museu Nacional d'Alep (Síria) i a l'Institut de Préhistoire Orientale de Jalès-Berriàs e Castèljau (França).

## Mureybet i el seu entorn
Mureybet es troba en la moderna Governació d'Ar-Raqqà (محافظة الرقة), al nord de Síria. Està situat sobre una carena allargada, a 4 metres sobre la terrassa fluvial de l'Eufrates, que fluïa directament a l'oest del lloc abans que la vall s'inundés. Mureybet és un tell, un antic assentament sobre un turó, que mesura 75 metres de diàmetre i 6 metres d'alçada.

Mureybet es troba a l'extrem nord de la zona de la cultura natufiana (12000 a 9500 aC), no gaire lluny de Tell Abu Hureyra
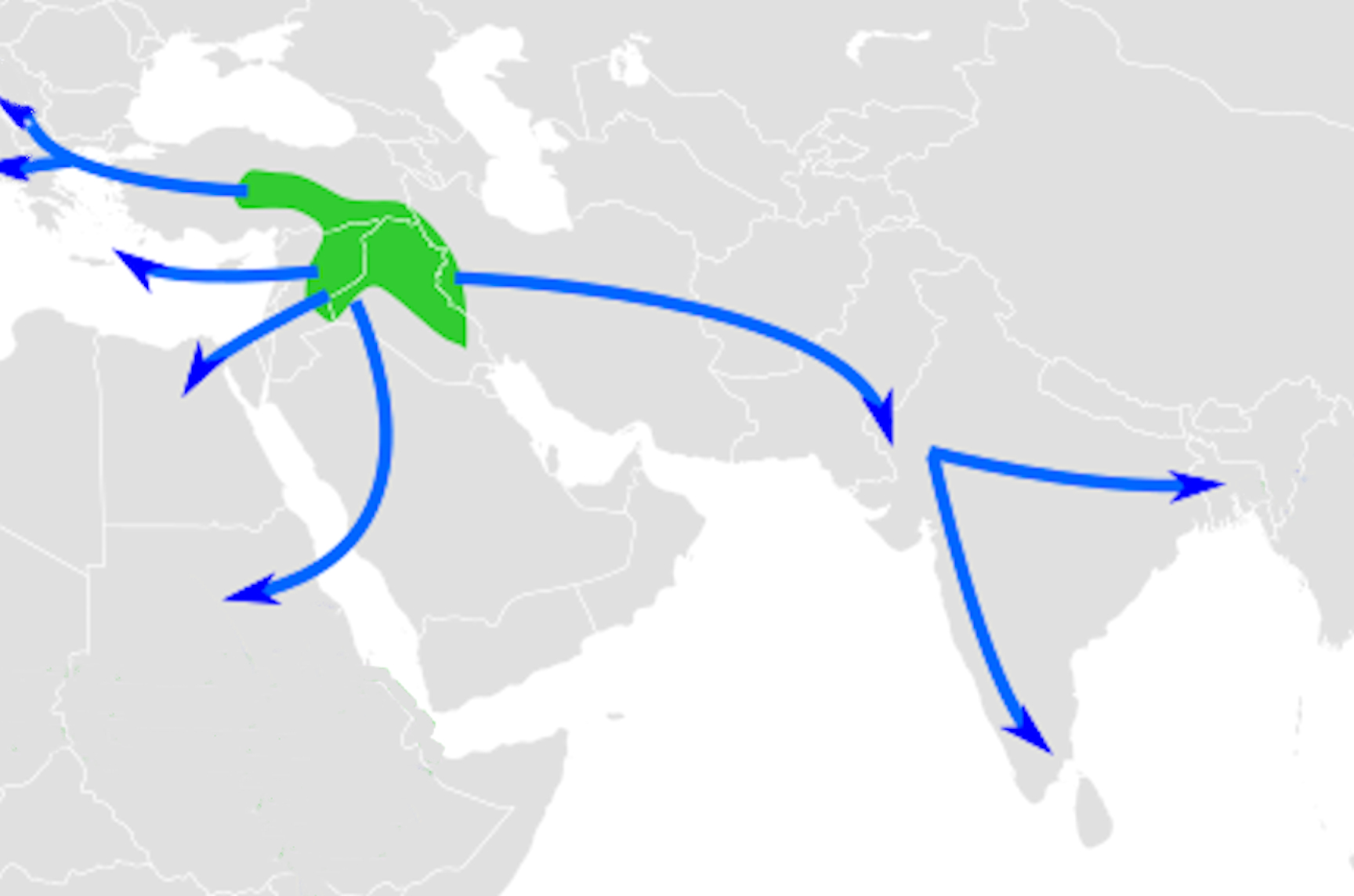
Expansió de l'agricultura des del Creixent Fèrtil, c. 9000 aC
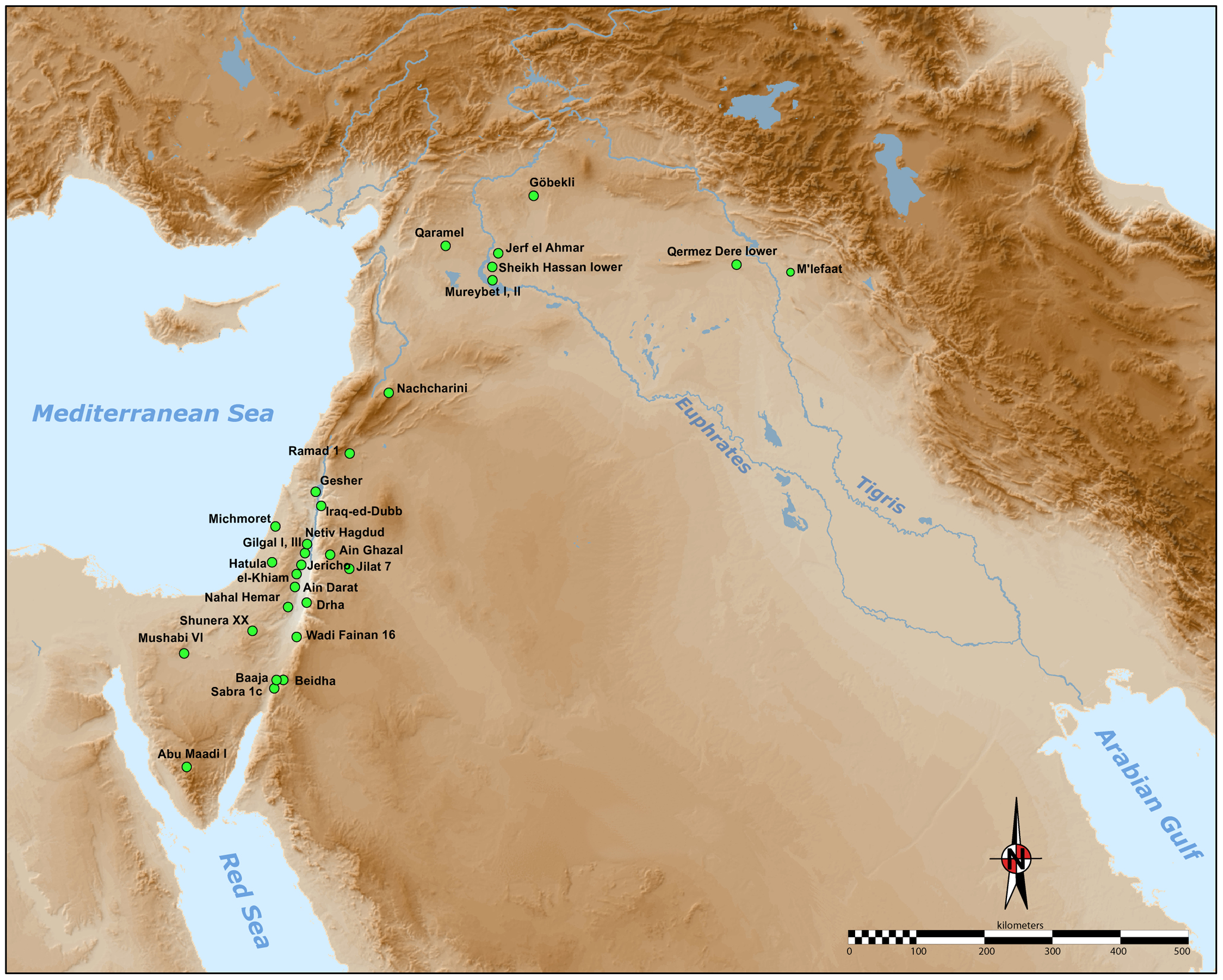
Mapa dels jaciments khiamians (10200 a 8800 aC) al Pròxim Orient

El clima i l'entorn de Mureybet durant el temps de la seva ocupació eren molt diferents de l'actualitat. Quan Mureybet es va ocupar cap al 10.200 aC, el clima era lleugerament més fred i humit que l'actual, a causa de l'aparició de l'esdeveniment de canvi climàtic Dryas recent. La precipitació anual va augmentar lleugerament de 230 mil·límetres durant el Natufià a 280 mil·límetres durant les fases d'ocupació de Mureybet. La vegetació consistia en una estepa forestal oberta amb espècies com terebints, ametllers i cereals salvatges.

## La seva ocupació
Les excavacions han revelat quatre fases d'ocupació (fases I-IV), que van des del Natufià fins a la meitat del Neolític preceràmic B (PPNB) i que daten del 10.200 - 8.000 aC, basant-se en les datacions de radiocarboni AMS.
La fase IA (10.200 - 9.700 aC) representa l'ocupació natufiana de Mureybet. Es caracteritza per les llars de foc i els fogons, però no s'han identificat estructures d'habitatges. Entre els cultius que es van collir, i possiblement fins i tot cultivats localment, hi havia l'ordi i el sègol. Es van trobar molt poques pedres de moldre i falçs. Els habitants de Mureybet caçaven gaseles i èquids, i la pesca també era important. Tenien gossos, les proves dels quals són indirectes a Mureybet, ja que s'han identificat els seus ossos a Tell Abu Hureyra, un tell contemporani i proper a Mureybet.
Les fases IB, IIA i IIB (9.700 - 9.300 aC) conformen el Khiamià, una subfase poc entesa i de vegades disputada entre la transició del Natufià al Neolític preceràmic A (PPNA). Mureybet és l'únic lloc on els jaciments khiamians s'associen a restes arquitectòniques. Les restes més antigues daten de la fase IB i consisteixen en una estructura rodona semisubterrània amb un diàmetre de 6 metres. En les fases posteriors, també van aparèixer cases rodones lleugerament més petites construïdes només la planta baixa, almenys algunes de les quals es van utilitzar simultàniament. Les parets es van construir a partir de terra compactada, de vegades reforçada amb pedres. Les llars de foc i els fogons es trobaven fora dels edificis. Els cultius collits inclouen l'ordi, el sègol i poligonàcies. Les fulles de falç i les pedres de moldre són més freqüents i es veuen més desgastades, cosa que indica que els cereals van esdevenir un component més important en la dieta. La fauna de Mureybet va canviar significativament durant la fase IIB. La gasela representava el 70% del conjunt i els animals petits disminueixen en importància, tot i que els peixos van continuar sent importants. Cap al final del khiamià, la caça d'equidis va guanyar importància, al contrari que la caça de gaseles.
Les fases IIIA i IIIB (9.300 - 8.600 aC) representen el Mureybetià, una subfase del PPNA que va rebre el nom de Mureybet i que es va estendre per la zona de l'Eufrates Mitjà. Presenta arquitectura diversificada, amb edificis rectangulars i amb habitacions que apareixen al costat dels edificis rodons que ja es coneixien de les fases anteriors. Les parets es van construir a partir de pedres en forma de cigars creades per percussió i cobertes de terra. També es van continuar utilitzant estructures semisubterrànies i es comparen amb estructures similars que es troben al Jerf el-Ahmar proper i contemporani, on les estructures s'interpreten com a edificis especials amb funció comunitària. Moltes habitacions de les estructures rectangulars eren tan petites que només podien haver servit com a magatzem. Les llars de foc i els fogons revestits de pedres continuaven ubicats a les zones exteriors. Durant la fase III es van consumir les varietats silvestres d'ordi, sègol i espelta petita. Diferents línies d'evidència suggereixen que aquests cereals es van conrear en lloc de recollir-los. La caça d'èquids i urs era més important que la gasela, mentre que les restes de peixos eren raresdurant la fase III. Basant-se en l'anàlisi del desgast de l'ús, també s'ha pogut establir que les pells d'animals es processaven al lloc mitjançant eines fetes d'os i pedra. Les primeres escriptures conegudes per a la conservació de registres van evolucionar a partir d'un sistema de recompte mitjançant petites fitxes d'argila. L'ús més primerenc de petites fitxes d'argila per al recompte es va trobar a la fase III. Va coincidir amb un període de ràpid augment de l'ús de cereals al Pròxim Orient.
Les darreres fases d'ocupació, fase IVA (8.600 - 8.200 aC) i IVB (8.200 - 8.000 aC) daten del PPNB primerenc i mitjà, respectivament. No s'ha trobat cap arquitectura a la fase IVA. Tampoc es van trobar cereals domesticats, però pot ser l'efecte d'una mostra arqueobotànica molt petita que es va recuperar d'aquestes fases. La caça es va centrar en els èquids, seguida dels urs. No es va poder determinar si es va explotar algun animal domèstic a Mureybet durant la fase IVA. Es van descobrir parets d'estructures rectangulars construïdes amb fang de la fase IVB. Les ovelles i les cabres domesticades van ser explotades en aquest període. Possiblement es van domesticar bovins.
El lloc va ser abandonat cap al final del mil·lenni IX aC.

## Artefactes arqueològics
L'excavació de Mureybet ha produït una gran quantitat de material lític. Durant tots els períodes, el sílex era la principal matèria primera a partir de la qual es fabricaven les eines. Es va adquirir a partir de fonts locals. L'obsidiana era molt menys comuna. Les eines natufianes inclouen puntes de fletxes i eines que s'utilitzaven principalment per a treballar la fusta (com burins, rascadores, trepants i aixes de pedra). Les puntes de fletxa de sílex van aparèixer al període khiamià. Les eines de pedra de la Cultura mureybetiana incloïen puntes de fletxa, rascadores i burins de Mureybet, mentre que els trepants eren molt menys habituals. Durant la fase PPNB, les puntes de fletxa de Biblos van substituir les puntes de fletxa mureybetianes i també es van introduir altres millores tecnològiques.
A part de la litica, altres categories d'artefactes també eren presents a Mureybet en quantitats menors. Els ornaments personals del període natufià consistien en petxines perforades i petits discos de pedra i petxines. Només es van trobar algunes eines d'os. Durant el khiamià, l'os s'utilitzava per a agulles, punxons i beines de destral. Les perles es feien de pedra, petxines d'aigua dolça i ossos. Entre les tres figuretes d'aquesta fase hi havia una de clares característiques antropomòrfiques. El conjunt d'eines d'os mureybetià s'assemblava molt al seu predecessor khiamià. La presència de cistelles a Mureybet s'ha deduït de l'anàlisi del desgast de l'ús en eines de sílex i ossos. Altres categories d'artefactes inclouen gots de pedra calcària, pedreres, penjolls (inclòs un de vori) i vuit figuretes antropomòrfiques de pedra calcària i terra cuita. Set d'aquestes figuretes es poden identificar com a dones.